# Ny (digramme)
Cette page contient des caractères spéciaux ou non latins. S’ils s’affichent mal (▯, ?, etc.), consultez la page d’aide Unicode.
Pour les articles homonymes, voir NY.
Ny (minuscule ny) est un digramme de l'alphabet latin composé d'un N et d'un Y.

## Linguistique
- Ny est un digramme utilisé en hongrois et en catalan pour transcrire le son [ɲ] (consonne occlusive nasale palatale voisée). Il est similaire au gn français dans «montagne». En hongrois, il est considéré comme lettre à part entière et est placée entre le N et le O.

## Représentation informatique
Comme la majorité des digrammes, il n'existe aucun encodage de Ny sous un seul signe, il est toujours réalisé en accolant un N et un Y.